# Arabati Baba Teḱe
Arabati Baba Teke je náboženský komplex (makedonsky теќе) ve městě Tetovo na severozápadě Severní Makedonie. Je to nejrozsáhlejší a nejlépe zachovalý klášterní komplex na západním Balkáně. Byl původně vybudován po roce 1538 kolem náhrobku (turecky  türbe) Sersema Ali Baby, osmanského derviše, který byl stoupencem bektašského ritu v rámci mystického hnutí, známého jako súfismus. Je to jeden z nejkrásnějších příkladů bektašského klášterního komplexu v Evropě, který se skládá z modlitebny, několika obytných a hospodářských budov, lví fontány (turecky çeşme), dřevěného pavilonu s mramorovou fontánou a hřbitova. Celý komplex je oplocen kamennými zdmi s několika branami. Dodnes slouží náboženským účelům, ale je přístupný i turistům.

## Dějiny
Ali Baba byl švagrem sultána Sulejmana Nádherného. Byl také vysoce postaveným představitelem (tzv. Baba) ve významném klášteře Dimetoka Teke (nyní město Didymoteicho). Když jeho sestra Máhidevrán, první ze sultánských manželek, upadla v nemilost, Ali Baba byl vyhnán ze dvora a přišel do Tetova, kde založil vlastní náboženskou školu (tzv. Tarik).
Jiná verze příběhu o jeho příchodu do Tetova říká, že byl vysokým úředníkem na sultánově dvoře a tohoto postavení se dobrovolně vzdal, aby mohl žít jako derviš v klášteře bektašského ritu. Sultán Sulejman Nádherný, rozzlobený odchodem jednoho z oblíbených dvořanů, zakřičel na Aliho, který opouštěl Istanbul: „Pokud chceš být bláznem, pak jdi!“ Sersem je vlastně staroturecké slovo označující blázna, a stalo se přezdívkou Ali Baby.
Ali Baba, nazývaný později Sersem, cestoval po velkém území Osmanské říše, dokud nepřišel do podhůří nedaleko městečka Tetovo na řece Pena. Zde se kolem roku 1538 usadil a postupně vybudoval náboženský komplex, ve kterém žil až do své smrti v roce 1569. Po jeho smrti vybudoval další klášterní budovy jeho žák Arabati Baba, aby jimi oslavil život Ali Baby Sersema.

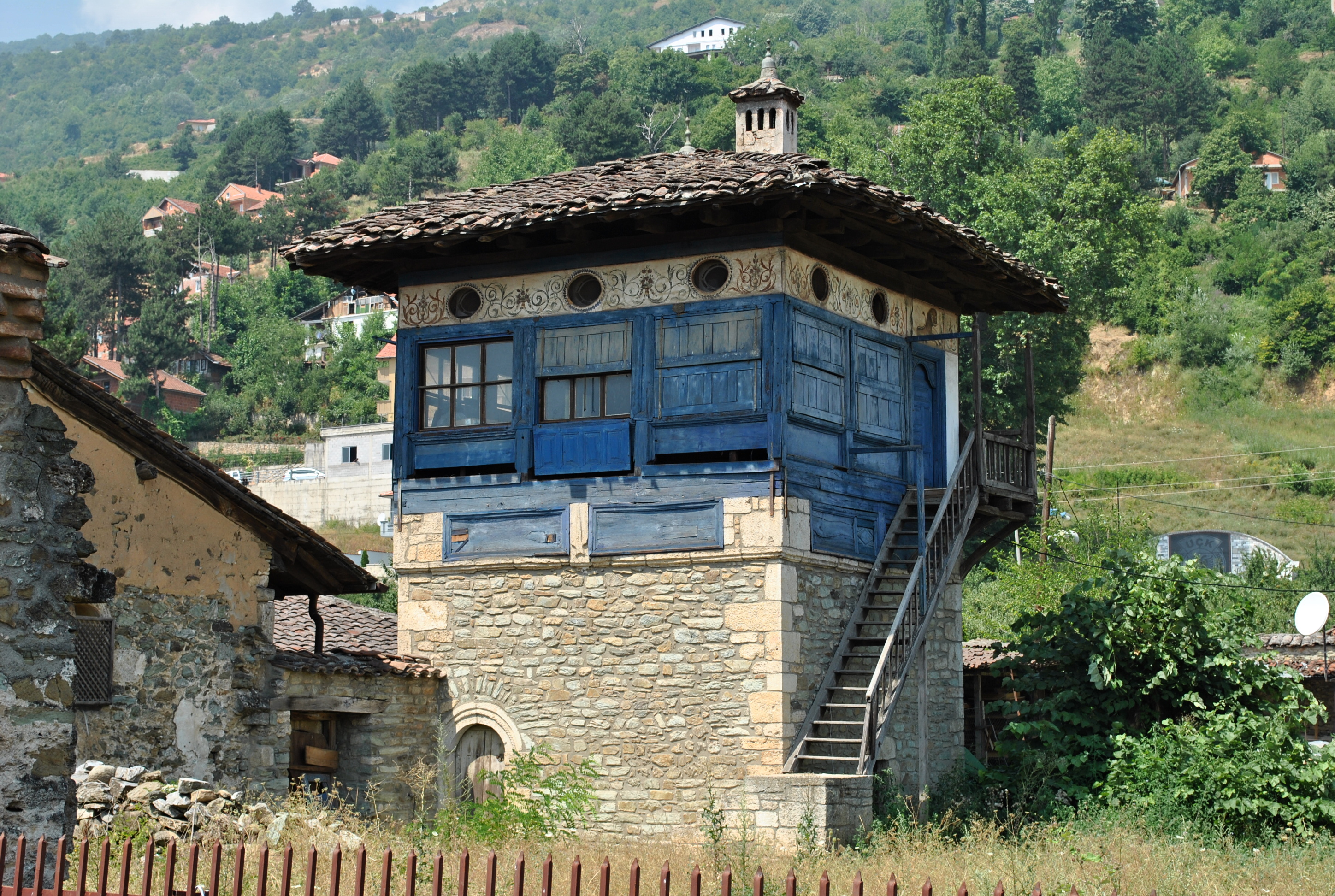
Tzv. Modrý dům v komplexu Arab Baba Teke

Po roce 1799 komplex přebudoval osmanský místodržitel Recep Paša, který byl také stoupencem bektašských dervišů a jehož hrob leží v blízkosti Sersemova náhrobku v mauzoleu. Půda v okolí komplexu byla jako tzv. Waqf rozdělena mezi muslimy, kteří část úrody předávali dervišům. V současnosti existující budovy pocházejí z přelomu 18. a 19. století. Jedna z budov slouží jako malá mešita. Vedle ní stojí tzv. Modrý dům (turecky Mavi konak), který dal vybudovat Recep Paša pro svou dceru Fatmu Hanim, trpící tuberkulózou.
Teke v Tetovu zůstalo sídlem řádu bektašských dervišů až do roku 1912, kdy byly Osmanští Turci vypuzeni z oblasti Makedonie. Teke obnovilo svou činnost mezi lety 1941 a 1945, ale po druhé světové válce byl celý komplex i s půdou zestátněn a přeměněn na hotel s restaurací a malým muzeem. V nedávné minulosti byla Teke vrácena bektašskému dervišskému řádu a komplex se rekonstruuje. V komplexu žije asi deset až patnáct dervišů.

## Galerie

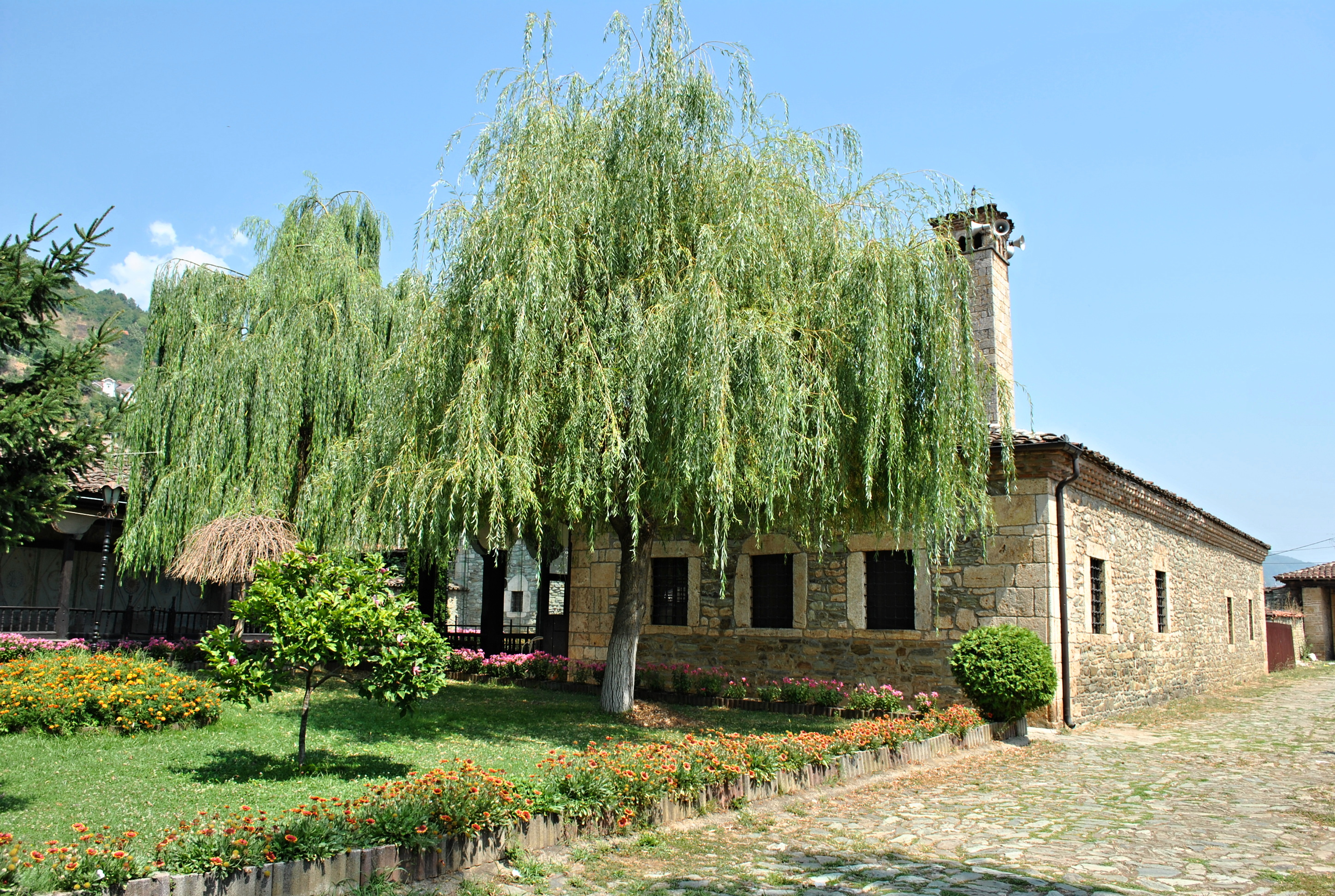
Arabati Baba teḱe, pohled na centrální budovu komplexu
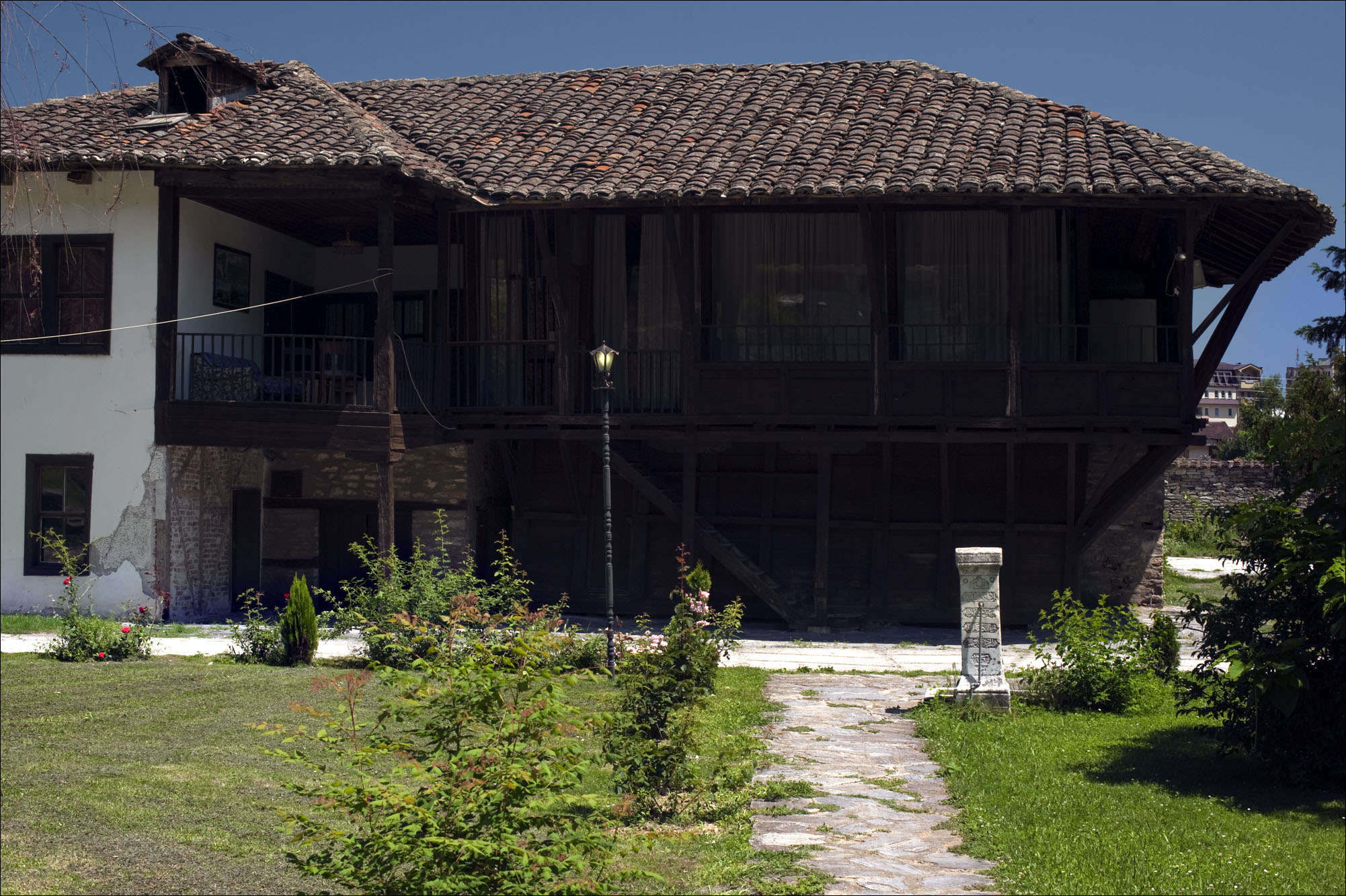
Arabati Baba teḱe – jedna z budov sloužících k ubytování
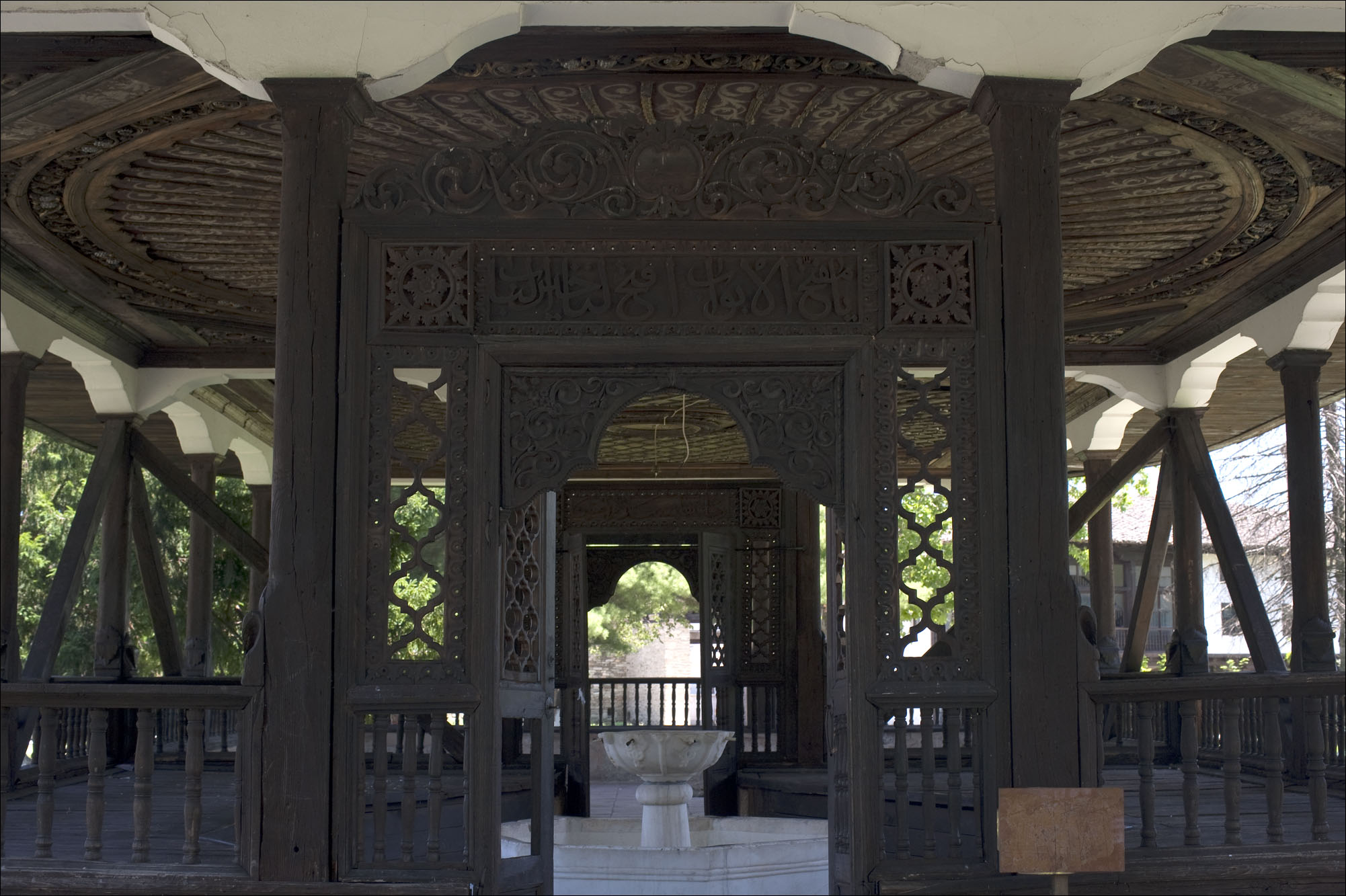
Arabati Baba teḱe – modlitebna s mramorovou fontánou
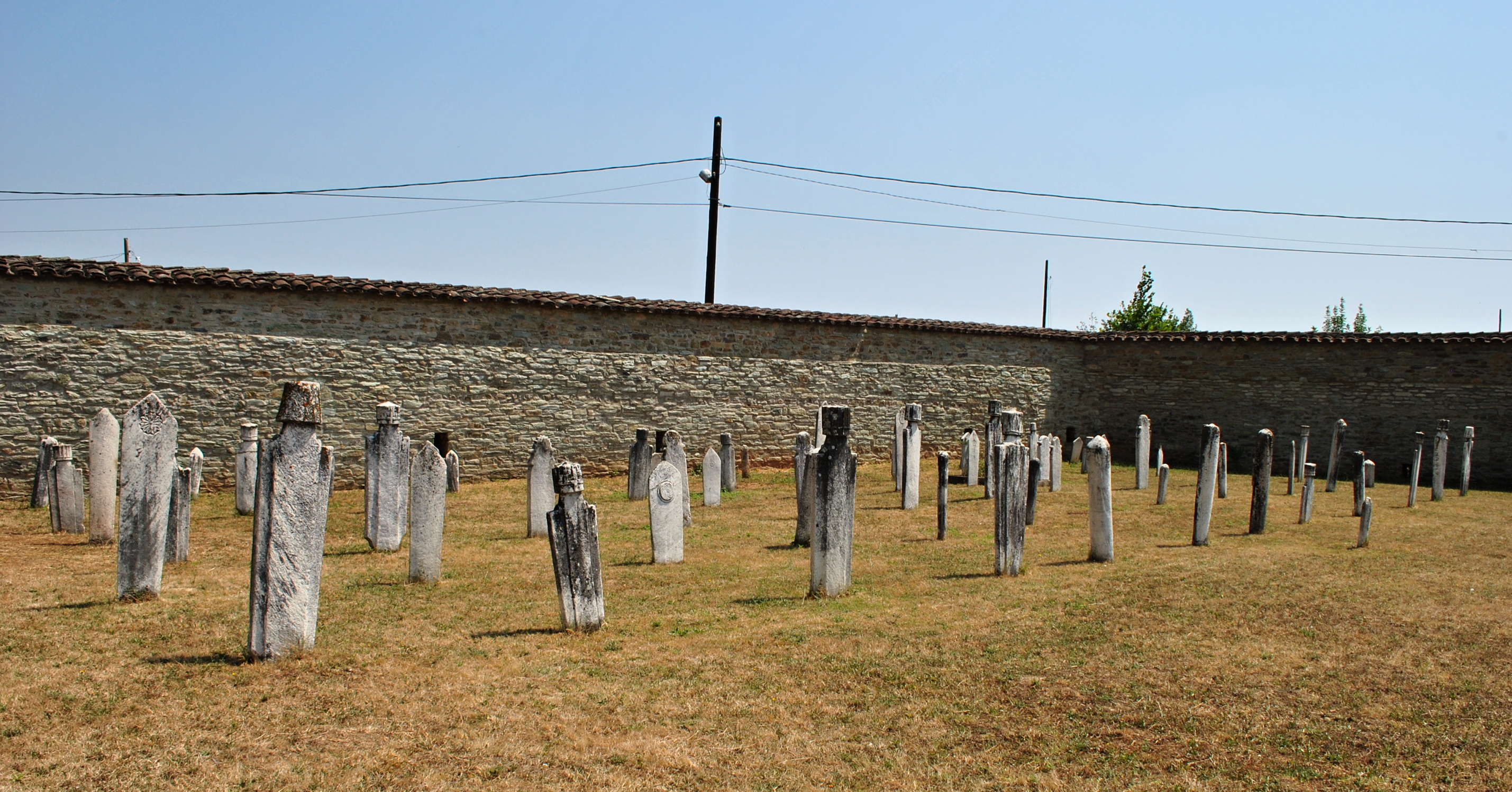
Hřbitov z 19. století